# Rucksackschule (Schweiz)
Die Rucksackschule (Schweiz) schafft naturpädagogische bzw. umweltbildnerische Angebote für ein breites Publikum. Sie wird getragen vom Verein Rucksackschule, mit Sitz in Zürich.
Als eines der ersten Projekte der deutschsprachigen Schweiz in diesem Bildungsbereich, hatte sie bei ihrer Gründung im Jahre 1991 Pioniercharakter und Vorbildfunktion für zahlreiche weitere Projekte.

## Entstehung
In der Sihlwaldschule, der ersten Naturschule der Stadt Zürich, setzten sich ab 1990 zwei Lehrerinnen dafür ein, auch für Schulen ausserhalb der Stadt ein Angebot zu schaffen, mittels dessen Kinder den Wald erleben und zugleich lernen können. Es sollte, im Unterschied zu den Naturschulen, ein mobiles Angebot werden.
Damit war die Idee der Rucksackschule geboren. Namenspatin war unter anderem die damals bereits existierende Rucksackschule Naturpark Harz in Deutschland.
1991 kam es zur Gründung des nicht gewinnorientierten Trägervereins Rucksackschule (damals „Rucksackschule Wald“).
Der Verein machte es sich zum Zweck, möglichst viele Kinder und Erwachsene unmittelbar mit der Natur in Berührung zu bringen und sie so für den Erhalt ihrer natürlichen Lebensgrundlagen und der Umwelt zu sensibilisieren.
Noch im Gründungsjahr fanden erste Waldtage mit Schulklassen im ganzen Kanton Zürich statt. Im Verlaufe des Folgejahres wuchs das Zielpublikum um Familien, Vereine und weitere Gruppen. Inhaltlich kamen neue Themen bzw. Ökosysteme hinzu. Erste Weiterbildungskurse für Lehrpersonen wurden durchgeführt.

## Entwicklung
Im September 1995 verlieh die Stiftung «Händ Sorg zur Umwält» der Rucksackschule den Prix Toni für besondere Leistungen im Umweltschutz.
Einen Monat später anerkannte der Kanton Zürich den Verein Rucksackschule als gemeinnützig.
Ausgehend vom Wald als Lern- und Erlebnisort erweiterten sich im Verlaufe der Jahre die Methodik und die thematische Breite, hin zu sämtlichen natürlichen Lebensräumen bzw. menschlichen Lebenswelten der Schweiz.
Als Zielpublikum werden heute alle Alters- und sozialen Gruppen angesprochen. Insbesondere ist der Verein Rucksackschule dank Unterstützung von Stiftungen bestrebt, sozial benachteiligten Menschen, beispielsweise Alleinerziehende oder Geflüchtete, niederschwellig begleitete Naturerlebnisse zu ermöglichen. Bedeutsam für das Ziel der Umweltsensibilisierung sind Weiterbildungskurse für Multiplikatoren.
Nebst in der Natur durchgeführten Bildungs- und Erlebnisveranstaltungen kamen im Laufe der Jahre beispielsweise Lehrmittel, online zugängliche Methodensammlungen, Ausstellungen, Materialiensets hinzu.
Mit der Entstehung zahlreicher, zielverwandter Institutionen in der ganzen Schweiz entwickelten sich sprachregionale und nationale Netzwerke der Umweltbildung, in denen die Rucksackschule tragend mitwirkt, etwa im Branchenverband ERBINAT und der Fachkonferenz Umweltbildung.
Umweltbildung bzw. Bildung für nachhaltige Entwicklung entwickelten sich zu etablierten Elementen der Bildungslandschaft, nicht zuletzt als Bestandteil des in den Deutschschweizer Kantonen gesetzlich verankerten, schulischen Lehrplans 21.

## Konzept
Wesentliche Grundgedanken aus der Gründungszeit charakterisieren die Tätigkeit der Rucksackschule bis in die Gegenwart:
- Publikumsveranstaltungen finden meist draussen in der Natur statt, möglichst nahe des Wohn- oder Arbeitsorts der Teilnehmenden. Letztere erfahren dadurch eine Erweiterung ihrer Lebenswelt.

- Angestrebt wird eine Vielfalt der Formen von Naturbegegnungen: Mit allen Sinnen, spielerisch, erkundend, forschend - in unterschiedlichen Sozialformen.

- Die Teilnehmenden vertiefen durch individuelle Erlebnisse und unmittelbare Erfahrungen ihre individuelle Beziehung zur Natur.

- Die teilnehmende Gruppe als soziales Gefüge steht ebenso im Fokus. Gemeinschaftsbildende Aktivitäten sind Teil der Veranstaltungen.

- Die wichtigsten Materialien stellt die Natur zur Verfügung. Alles weitere Arbeits- und Lernmaterial hat Platz in einem Rucksack. Dieser Gedanke wurde mit namensgebend.

## Besonderheiten / Strukturen
Seit der Gründung wirken die für den professionellen Veranstaltungsbetrieb zuständigen Mitglieder der Rucksackschule als unabhängiges, hierarchiefreies Kollektiv. Sie betreiben in dieser Form auch die Geschäftsstelle des Vereins in Zürich.
Der Vereinsvorstand dient primär der Vernetzung, der Repräsentation und als Garant für die statuarisch festgehaltenen, inhaltlichen Zielsetzungen und der Gemeinnützigkeit.

## Veröffentlichungen, Projekte und Produkte
- Lager leiten - natürlich. Rex Verlag, Luzern, 1996. Leitfaden für die ökologische Gestaltung von Ferienlagern.
- Bodenkoffer. Herausgeber: WWF Schweiz, 1998. Materialiensammlung für das Erkunden natürlicher Böden.
- Wasserwelten Göschenen, 2003. Themenweg, Begleitbroschüre und Wanderkarte zum Thema Wasser im Göschenertal.
- Wasserschule. Herausgeber: Didaktisches Zentrum Uri und Wasserwelten Göschenen, 2003. Lehrmittel für den Unterricht unter freiem Himmel.
- Willkommen in der Waldküche, Coopzeitung Nr. 35, 27. August 2003.
- Unterwegs in der Natur-Apotheke - Heilen allein mit den Mitteln der Natur SRF Puls, 27. August 2007.
- «Einstein» auf Spurensuche SRF Einstein, 27. September 2007.
- Swiss Re Charity Award 2009. Förderpreis für Veranstaltungen zugunsten sozial benachteiligter Kinder bzw. Familien.
- Wasserkoffer. Herausgeber: Naturstation Silberweide, 2009. Mobiles Naturlabor, Materialien und Anleitungen.
- Wo die wilden Kräuter wachsen Beobachter, 16. Mai 2018.
- Wegweiser Kind und Natur bis 6. Herausgeber: ERBINAT, 2018. Grundlagenbroschüre für naturpädagogische Aktivitäten mit Kindern bis zum sechsten Altersjahr.
- Trickkiste Natur. Publikumspreis 2019 im Rahmen der "Plastiksäcklispende" des Migros-Genossenschafts-Bundes: Veranstaltungen für Schulen, Familien und weitere Gruppen.
- Das Haus im Schatten, 2019. Herausgeber: Krebsliga. Bilderbuch über den Schutz des menschlichen Körpers vor der Sonne.
- Winterwandern - Tierspuren erkennen, Migros Magazin 11. Januar 2021, Seiten 16–18
- Umweg Landschaft, 2022. Schulisches Lernpaket für den UmWeg am Albis, zum Thema Landschaft.
- Wässerwiesen Hundig (Glattfelden), 2023. Unterrichtsmaterial zur Erkundigung dieser speziellen Kulturlandschaft und des Lebenraumes.
- Handbuch Vogelexkursionen. Herausgeber: Rucksackschule und Birdlife Zürich, 2024 (2. Auflage). Lehrmittel für Lehrpersonen und Exkursionsleitende. ISBN 978-3-033-03242-2.
- Wassernah Methodensammlung für Freizeit- und Lernaktivitäten rund um Wasser und Gewässer. Erscheint im Jahre 2025.